# Dennstaedtia wilfordii
Dennstaedtia wilfordii là một loài thực vật có mạch trong họ Dennstaedtiaceae. Loài này được (T. Moore) H. Christ miêu tả khoa học đầu tiên năm 1910.